# غو جون
غو جون (بالصينية: 顧俊) هي لاعبة كرة الريشة صينية، ولدت في 3 يناير 1975 في ووشي في الصين.

## وصلات خارجية
- جوزيف غويمسلي جونيور على موقع BWF.tournamentsoftware.com (الإنجليزية)
- جوزيف غويمسلي جونيور على موقع BWFbadminton.com (الإنجليزية)
- جوزيف غويمسلي جونيور على موقع اللجنة الأولمبية الدولية (الإنجليزية)
- جوزيف غويمسلي جونيور على موقع أوليمبيديا (الإنجليزية)
- جوزيف غويمسلي جونيور على موقع اللجنة الأولمبية الصينية (الإنجليزية)